# El Colegio
El Colegio, auch als Mesitas del Colegio bekannt, ist eine Gemeinde (municipio) im Departamento Cundinamarca in Kolumbien.

## Geographie
El Colegio liegt im Westen von Cundinamarca in der Provinz Tequendama auf einer Höhe von 990 Metern 61 km von Bogotá entfernt und hat eine Jahresdurchschnittstemperatur von 24 °C. Durch die Gemeinde fließt der Río Bogotá. An die Gemeinde grenzen im Norden La Mesa und Tena, im Osten San Antonio del Tequendama und Granada, im Süden Viotá und im Westen Anapoima und La Mesa.

## Bevölkerung
Die Gemeinde El Colegio hat 22.247 Einwohner, von denen 8544 im städtischen Teil (cabecera municipal) der Gemeinde leben (Stand: 2019).

## Geschichte
Die Gründung von El Colegio erfolgte 1653 durch den Erzbischof von Santa Fe Cristóbal de Torres und den Gouverneur Juan Fernández de Córdoba y Coalla, die Indigene des Volkes der Achaguas aus den Llanos an der Stelle des heutigen Ortes ansiedeln ließen.

## Wirtschaft
Die wichtigsten Wirtschaftszweige von El Colegio sind Landwirtschaft (insbesondere Kaffeeanbau), Tierhaltung, Tourismus, Energiegewinnung aus Wasserkraft und landwirtschaftliche Industrie.